# Distretto di Shibata
Il distretto di Shibata (柴田郡, Shibata-gun?) è uno dei distretti della prefettura di Miyagi, in Giappone.
Attualmente fanno parte del distretto i comuni di Kawasaki, Murata, Ōgawara e Shibata.
| Controllo di autorità | VIAF (EN) 145459968 · LCCN (EN) n83224301 · J9U (EN, HE) 987007566913505171 · NDL (EN, JA) 00636432 |